# جب الابیض، حماة
جب الابیض (به عربی: جب الأبیض) یک روستا در سوریه است که در ناحیه عقیربات واقع شده‌است. جب الابیض ۳۷۱ نفر جمعیت دارد.